# Nihonogomphus pulcherrimus
Nihonogomphus pulcherrimus – gatunek ważki z rodziny gadziogłówkowatych (Gomphidae).